# Даниела Кузмановић Павловић
Даниела Кузмановић Павловић (Сисак, 18. децембар 1970) српска је филмска, телевизијска и позоришна глумица.

## Биографија
Даниела Кузмановић Павловић је рођена 18. децембра 1970. године у Сиску. Дипломирала је глуму на Факултету драмских уметности у Београду у класи професора Владимира Јевтовића. Чланица је Народног позоришта у Београду од 1994. године.
Добила је „Јавну Похвалу за резултате у раду од изузетног и посебног значаја за успешну активност Народног позоришта у Београду”, за сезону 2011/2012. (ансамбл представе „Женски оркестар”). Поред позоришних, филмских и телевизијских остварења, глумила је и у неколико реклама.

## Филмографија
| Год.       | Назив              | Улога                                 |
| ---------- | ------------------ | ------------------------------------- |
| 1996.      | Зла жена           | Слушкиња Перса                        |
| 2003.      | Неки нови клинци   | професорка географије                 |
| 2018.      | Истине и лажи      | Професорка/директорка                 |
| 2019.      | О животу и о смрти | Мајка супруга труднице пред порођајем |
| 2020—2023. | Игра судбине       | Катарина “Кети” Илић                  |

## Улоге у позоришту

### Народно позориште у Београду
- Идиот (Аглаја)
- Тетовирана ружа (Роза)
- Центрифугални играч (Лилијана)
- Стања шока (Келнерица)
- Интимус (Соња)
- Опасне везе (Мертеј)
- Баханткиње (Делта)